# جورج فرانك
جورج فرانك (14 ديسمبر 1907 فورث ألمانيا - 13 نوفمبر 1944) هو لاعب كرة قدم ألماني سابق كان يلعب كمهاجم.

## مسيرته الكروية
لعب جورج فرانك خلال مسيرته الاحترافية مع نادِ واحدٍ في خمسة عشر موسمًا وسجل خلالها 118 هدف ضمن 188 مباراة. ولم يفز بأي موسم بالكأس وفاز في موسم واحد بالدوري.
خاض جورج فرانك مسيرته مع نادي غرويتر فورت في موسم 1927–28 ليلعب معه خمسة عشر موسمًا، مشاركًا في 188 مباراة سجل خلالها 118 هدف.

## روابط خارجية
- جورج فرانك على موقع قاعدة بيانات كرة القدم.إي يو (الإنجليزية)
- جورج فرانك على موقع بيانات كرة القدم. دي إي (الألمانية)
- جورج فرانك على موقع ناشيونال فوتبول تيمز (الإنجليزية)
- جورج فرانك على موقع عالم كرة القدم.نت (الإنجليزية)